# Günter Menges
Günter Menges (født 19. juni 1929 i Darmstadt, død 10. januar 1983 i Heidelberg) var professor ved statistik og økonometri fakultet ved universitet i Heidelberg (Tyskland), medarbejder ved Institut für vergleichende Wirtschafts- und Sozialstatistik i Heidelberg og Institut für Arbeitsmarkt- und Berufsforschung ved den tyske Bundesanstalt für Arbeit i Nürnberg (Tyskland).